# Crisi di governo
La crisi di governo è una situazione nella quale un governo presenta le proprie dimissioni a causa della rottura del rapporto di fiducia intercorrente con il Parlamento. Nel linguaggio corrente, e non giuridico, si considera impropriamente crisi di governo anche la mancata formazione di una maggioranza all'inizio di una legislatura che impedisce la formazione di un nuovo governo e pertanto protrae quello della legislatura precedente.

## Descrizione
Si vuole generalmente distinguere tra le crisi parlamentari dalle crisi extraparlamentari. Le crisi parlamentari nascono da una votazione contraria sulla questione di fiducia o sul voto di fiducia, o favorevole ad una mozione di sfiducia; le crisi extraparlamentari, invece, si aprono in conseguenza di una crisi politica all'interno della maggioranza che sostiene il governo, a causa della quale quest'ultimo non ha la possibilità di far approvare i provvedimenti necessari alla propria azione e ne trae le conseguenze politiche dimettendosi, pur in assenza di un voto formale.

## Nel mondo

### Italia
Nella storia della Repubblica Italiana, tutte le crisi di governo sono state di tipo extraparlamentare, tranne quelle che hanno investito i due governi presieduti da Romano Prodi, il quale ha chiesto in entrambi i casi un voto esplicito del Parlamento. La caduta del Governo Prodi I nel 1998 e quella del Governo Prodi II nel 2008 sono state determinate, rispettivamente, da un voto contrario da parte della maggioranza della Camera dei deputati e del Senato della Repubblica.
In Italia un'accezione estensiva della crisi parlamentare rimonta al 5 aprile 1960: nel corso di una polemica con il presidente del Senato Merzagora, Giovanni Gronchi dette la sua interpretazione del concetto di “crisi parlamentare”, ritenendo – a differenza di quest’ultimo – che non era indispensabile, per aversi tale definizione, un previo voto di formale sfiducia, ma che fosse sufficiente il venir meno di una data maggioranza parlamentare.
Per converso, l'accezione opposta si accompagna alla tesi della sostanziale natura elusiva dell'ortodossia costituzionale, da parte della crisi extraparlamentare: una mozione a prima firma di Oscar Luigi Scalfaro fu discussa il 14 gennaio 1991 dalla Camera dei deputati, per sostenere che in qualunque caso di dimissioni il Governo dovesse preventivamente informarne il Parlamento. La mozione non ebbe seguito.
Il procedimento per l'avvio di una risoluzione è avviato dal presidente della Repubblica mediante l'esercizio di sue precise attribuzioni. Questi infatti, dopo aver ascoltato - durante le cosiddette consultazioni - una serie di rilevanti personalità politiche (leader di partito, capigruppo parlamentari, presidenti di Camera e Senato, ex Presidenti della Repubblica), può adottare diverse soluzioni in caso di crisi di governo:
1. Rinvio alle Camere: rinvio del governo alle Camere per la verifica della sussistenza del rapporto fiduciario in entrambi i rami del Parlamento (in questo caso, si dice che il Presidente della Repubblica "parlamentarizza" la crisi, riportandola nel proprio alveo naturale, previsto dalla Costituzione, che immaginava un governo costretto alle dimissioni soltanto dopo aver affrontato un formale voto di sfiducia alle Camere: peraltro, il Capo dello Stato può utilizzare questa fase per mettere in luce le posizioni di tutte le forze politiche in campo, obbligate ad un'assunzione di responsabilità collettiva nei confronti della crisi, e attraverso il dibattito in Aula, può capire come muoversi all'apertura delle consultazioni)[7].
2. Governo-bis: nomina di un nuovo governo, presieduto dallo stesso presidente del Consiglio dei ministri, con modifiche della compagine ministeriale.
3. Nomina di un nuovo presidente all'interno della stessa maggioranza oppure espressione di una maggioranza differente da quella che sosteneva il governo uscente.
4. Incarico esplorativo: il Presidente conferisce l'incarico ad una figura istituzionale di garanzia per tutti (spesso i presidenti dei due rami del Parlamento), o ad un esponente di secondo piano della maggioranza uscente, al fine di verificare la possibilità di formare un governo che possa essere sostenuto da una nuova e più solida maggioranza. L'incaricato, come da consuetudine, accetta, portando avanti in prima persona un nuovo giro di consultazioni con le forze politiche, per poi in caso positivo accettare o rimettere il mandato. Talvolta, accade che l'incarico esplorativo conduca ad un esito positivo, ma che la nuova compagine di governo che ne deriva non sia guidata dalla figura che ne era stata investita, che in tal caso si limita a sbloccare l'impasse confrontandosi con i gruppi parlamentari per favorire un incarico assegnato a una personalità terza: l'esempio più recente del mandato conferito al Presidente della Camera Roberto Fico per verificare l'esistenza di una maggioranza disposta a sostenere un eventuale terzo governo Conte, ne è la conferma.
5. Interruzione anticipata della legislatura: il Presidente della Repubblica emana il decreto per lo scioglimento delle Camere ed indice le nuove elezioni, i cui tempi e modi saranno decisi dal governo uscente, invitato a rimanere in carica per il disbrigo degli affari correnti.
6. Governo tecnico: soluzione recente, invalsa solo a partire dalla seconda metà degli anni Novanta, che vede il Presidente della Repubblica conferire di sua propria iniziativa, senza una preventiva dialettica con i partiti, l'incarico a una personalità di primo piano in ambito economico o culturale, spesso non eletta, ma che ha ricoperto altri incarichi di primissimo piano sulla scena istituzionale nazionale o internazionale. Spesso, l'incaricato decide in autonomia anche la compagine dei ministri, concertandosi solo con il Presidente della Repubblica e scegliendo esponenti di rilievo della società civile e delle organizzazioni più importanti che regolano la vita pubblica o privata. La maggioranza parlamentare che sostiene governi di questo tipo è spesso assai ampia e coinvolge forze politiche facenti parte di tutti gli schieramenti: ciò fornisce la misura di quanto una simile eventualità coincida con un momento di crisi irreversibile del sistema, politico od economico, che il Presidente della Repubblica, trovandosi nella estensione massima dei suoi poteri, assumendo di fatto il ruolo di "reggitore dello Stato", è deciso a sventare. In Italia, fino ad oggi, gli esecutivi tecnici sono stati guidati da Carlo Azeglio Ciampi nel 1993[8], da Lamberto Dini nel 1995[9], da Mario Monti nel 2011[10] e da Mario Draghi nel 2021[11].